# Liguilla Pre-Libertadores 1976 (Chile)
La Liguilla Pre-Libertadores 1976 fue la 3.º edición de la Liguilla Pre-Libertadores, torneo clasificatorio para la Copa Libertadores de América, organizado por la Asociación Central de Fútbol en la temporada de ese año.
El ganador de esta edición fue Universidad de Chile, que empató 2-2 con Palestino y clasificó por diferencia de goles a la Copa Libertadores 1977.

## Equipos participantes
| Equipo               | Vía de clasificación                              |
| -------------------- | ------------------------------------------------- |
| Unión Española       | Subcampeón de la Primera División de Chile 1976   |
| Universidad de Chile | Tercer lugar de la Primera División de Chile 1976 |
| Colo-Colo            | Cuarto lugar de la Primera División de Chile 1976 |
| Palestino            | Quinto lugar de la Primera División de Chile 1976 |

## Desarrollo[1]
El torneo se desarrolló con la modalidad de todos contra todos en una sola rueda. Si a su término los equipos ganadores habían igualado en puntos, se disputaba un partido de definición entre ellos, y si continuaba la igualdad, clasificaba aquel que tuviese mejor diferencia de goles.

### Primera fecha
| Liguilla Pre-Libertadores 1976 1.º fecha; 1 de diciembre de 1976 | Unión Española                               | 2 : 0 | Colo-Colo | Estadio Nacional, Ñuñoa, Santiago (Chile)                  |                                                            |
|                                                                  | Leonel Herrera 36' · Luis Miranda 41' (pen.) |       |           | Asistencia: 39.957 espectadores Árbitro(s): Néstor Mondría | Asistencia: 39.957 espectadores Árbitro(s): Néstor Mondría |

| Liguilla Pre-Libertadores 1976 1.º fecha; 1 de diciembre de 1976 | Universidad de Chile                                                      | 4 : 2   | Palestino                               | Estadio Nacional, Ñuñoa, Santiago (Chile)                      |                                                                |
|                                                                  | Jaime Barrera 14' · Jorge Socías 63' · Héctor Pinto 65' · Jorge Ghiso 88' | Reporte | 8' Óscar Fabbiani · 28' Leonardo Zamora | Asistencia: 39.957 espectadores Árbitro(s): Lorenzo Cantillana | Asistencia: 39.957 espectadores Árbitro(s): Lorenzo Cantillana |

### Segunda fecha
| Liguilla Pre-Libertadores 1976 2.º fecha; 4 de diciembre de 1976 | Colo-Colo                                            | 2 : 2   | Universidad de Chile                   | Estadio Nacional, Ñuñoa, Santiago (Chile)                 |                                                           |
|                                                                  | Juan Carlos Orellana 60' (pen.) · Julio Crisosto 70' | Reporte | 9' Vladimir Bigorra · 89' Héctor Pinto | Asistencia: 30.822 espectadores Árbitro(s): Gastón Castro | Asistencia: 30.822 espectadores Árbitro(s): Gastón Castro |
| 89' Luis Araneda (Colo-Colo).                                    |                                                      |         |                                        |                                                           |                                                           |

| Liguilla Pre-Libertadores 1976 2.º fecha; 4 de diciembre de 1976 | Palestino                                                          | 3 : 2 | Unión Española                        | Estadio Nacional, Ñuñoa, Santiago (Chile)                                 |                                                                           |
|                                                                  | Mario Soto 8' (ag.) · Leonardo Zamora 68' · Fernando Cavalleri 88' |       | 10' Luis Miranda · 50' Víctor Pizarro | Asistencia: 30.822 espectadores Árbitro(s): Juan Carvajal (Eduardo Rojas) | Asistencia: 30.822 espectadores Árbitro(s): Juan Carvajal (Eduardo Rojas) |

### Tercera fecha
| Liguilla Pre-Libertadores 1976 3.º fecha; 7 de diciembre de 1976 | Palestino                                            | 3 : 1 | Colo-Colo           | Estadio Nacional, Santiago (Chile)                           |                                                              |
|                                                                  | Alberto Hidalgo 35', 73' · Óscar Fabbiani 45' (pen.) |       | 52' Óscar Caballero | Asistencia: 32.818 espectadores Árbitro(s): Patricio Andrade | Asistencia: 32.818 espectadores Árbitro(s): Patricio Andrade |

| Liguilla Pre-Libertadores 1976 3.º fecha; 7 de diciembre de 1976            | Universidad de Chile            | 2 : 2   | Unión Española                        | Estadio Nacional, Ñuñoa, Santiago (Chile)                         |                                                                   |
|                                                                             | Jorge Ghiso 80' · Juan Soto 86' | Reporte | 63' Waldo Quiroz · 70' Víctor Pizarro | Asistencia: 32.818 espectadores Árbitro(s): Juan Silvagno Cavanna | Asistencia: 32.818 espectadores Árbitro(s): Juan Silvagno Cavanna |
| 90+3' Juan Machuca (Unión Española). · 90+3' Manuel Gaete (Unión Española). |                                 |         |                                       |                                                                   |                                                                   |

## Tabla de posiciones
| Pos | Equipo               | PJ | PG | PE | PP | GF | GC | Dif | Pts |
| --- | -------------------- | -- | -- | -- | -- | -- | -- | --- | --- |
| 1   | Universidad de Chile | 3  | 1  | 2  | 0  | 8  | 6  | 2   | 4   |
| 2   | Palestino            | 3  | 2  | 0  | 1  | 8  | 7  | 1   | 4   |
| 3   | Unión Española       | 3  | 1  | 1  | 1  | 6  | 5  | 1   | 3   |
| 4   | Colo-Colo            | 3  | 0  | 1  | 2  | 3  | 7  | -4  | 1   |

Pos = Posición; PJ = Partidos jugados; PG = Partidos ganados; PE = Partidos empatados; PP = Partidos perdidos; GF = Goles a favor; GC = Goles en contra; Dif = Diferencia de gol; Pts = Puntos
|  | Clasifican a la definición de la liguilla |

## Definición
|       | POR   | Hugo Carballo     |   |
|       | DEF   | Mario Chirinos    |   |
|       | DEF   | Manuel Pellegrini |   |
|       | DEF   | Johnny Ashwell    |   |
|       | DEF   | Vladimir Bigorra  |   |
|       | MED   | Héctor Pinto      |   |
|       | MED   | Esteban Aránguiz  |   |
|       | MED   | Juan Soto         |   |
|       | DEL   | Arturo Salah      | ' |
|       | DEL   | Jaime Barrera     | ' |
|       | DEL   | Jorge Ghiso       |   |
| D. T. | D. T. | Luis Ibarra       |   |

|       | POR   | Manuel Araya          |   |
|       | DEF   | Carlos Araneda        |   |
|       | DEF   | Miguel Ángel Pecoraro |   |
|       | DEF   | Mario Caneo           |   |
|       | DEF   | Mario Varas           |   |
|       | MED   | Guido Coppa           |   |
|       | MED   | Rodolfo Dubó          |   |
|       | MED   | Sergio Messen         | ' |
|       | DEL   | Alberto Hidalgo       |   |
|       | DEL   | Oscar Fabbiani        |   |
|       | DEL   | Leonardo Zamora       | ' |
| D. T. | D. T. | Gustavo Cortés        |   |

|  | DEL | Jorge Socías | ' |
|  | MED | Juan Koscina | ' |

|  | DEL | Fernando Cavalleri | ' |
|  | DEL | Jorge Zelada       | ' |

| 6' · 48' | Jorge Ghiso Jorge Socías | 1:0 2:2 |

| 18' · 43' | Leonardo Zamora Sergio Messen | 1:1 1:2 |

| ' | Hugo Carballo |

| ' | Carlos Araneda |

| Principal | Sergio Vásquez |

|       | POR   | Hugo Carballo     |   |
|       | DEF   | Mario Chirinos    |   |
|       | DEF   | Manuel Pellegrini |   |
|       | DEF   | Johnny Ashwell    |   |
|       | DEF   | Vladimir Bigorra  |   |
|       | MED   | Héctor Pinto      |   |
|       | MED   | Esteban Aránguiz  |   |
|       | MED   | Juan Soto         |   |
|       | DEL   | Arturo Salah      | ' |
|       | DEL   | Jaime Barrera     | ' |
|       | DEL   | Jorge Ghiso       |   |
| D. T. | D. T. | Luis Ibarra       |   |

|       | POR   | Manuel Araya          |   |
|       | DEF   | Carlos Araneda        |   |
|       | DEF   | Miguel Ángel Pecoraro |   |
|       | DEF   | Mario Caneo           |   |
|       | DEF   | Mario Varas           |   |
|       | MED   | Guido Coppa           |   |
|       | MED   | Rodolfo Dubó          |   |
|       | MED   | Sergio Messen         | ' |
|       | DEL   | Alberto Hidalgo       |   |
|       | DEL   | Oscar Fabbiani        |   |
|       | DEL   | Leonardo Zamora       | ' |
| D. T. | D. T. | Gustavo Cortés        |   |

|  | DEL | Jorge Socías | ' |
|  | MED | Juan Koscina | ' |

|  | DEL | Fernando Cavalleri | ' |
|  | DEL | Jorge Zelada       | ' |

| 6' · 48' | Jorge Ghiso Jorge Socías | 1:0 2:2 |

| 18' · 43' | Leonardo Zamora Sergio Messen | 1:1 1:2 |

| ' | Hugo Carballo |

| ' | Carlos Araneda |

| Principal | Sergio Vásquez |

|       | POR   | Hugo Carballo     |   |
|       | DEF   | Mario Chirinos    |   |
|       | DEF   | Manuel Pellegrini |   |
|       | DEF   | Johnny Ashwell    |   |
|       | DEF   | Vladimir Bigorra  |   |
|       | MED   | Héctor Pinto      |   |
|       | MED   | Esteban Aránguiz  |   |
|       | MED   | Juan Soto         |   |
|       | DEL   | Arturo Salah      | ' |
|       | DEL   | Jaime Barrera     | ' |
|       | DEL   | Jorge Ghiso       |   |
| D. T. | D. T. | Luis Ibarra       |   |

|       | POR   | Manuel Araya          |   |
|       | DEF   | Carlos Araneda        |   |
|       | DEF   | Miguel Ángel Pecoraro |   |
|       | DEF   | Mario Caneo           |   |
|       | DEF   | Mario Varas           |   |
|       | MED   | Guido Coppa           |   |
|       | MED   | Rodolfo Dubó          |   |
|       | MED   | Sergio Messen         | ' |
|       | DEL   | Alberto Hidalgo       |   |
|       | DEL   | Oscar Fabbiani        |   |
|       | DEL   | Leonardo Zamora       | ' |
| D. T. | D. T. | Gustavo Cortés        |   |

|  | DEL | Jorge Socías | ' |
|  | MED | Juan Koscina | ' |

|  | DEL | Fernando Cavalleri | ' |
|  | DEL | Jorge Zelada       | ' |

| 6' · 48' | Jorge Ghiso Jorge Socías | 1:0 2:2 |

| 18' · 43' | Leonardo Zamora Sergio Messen | 1:1 1:2 |

| ' | Hugo Carballo |

| ' | Carlos Araneda |

| Principal | Sergio Vásquez |

|       | POR   | Hugo Carballo     |   |
|       | DEF   | Mario Chirinos    |   |
|       | DEF   | Manuel Pellegrini |   |
|       | DEF   | Johnny Ashwell    |   |
|       | DEF   | Vladimir Bigorra  |   |
|       | MED   | Héctor Pinto      |   |
|       | MED   | Esteban Aránguiz  |   |
|       | MED   | Juan Soto         |   |
|       | DEL   | Arturo Salah      | ' |
|       | DEL   | Jaime Barrera     | ' |
|       | DEL   | Jorge Ghiso       |   |
| D. T. | D. T. | Luis Ibarra       |   |

|       | POR   | Manuel Araya          |   |
|       | DEF   | Carlos Araneda        |   |
|       | DEF   | Miguel Ángel Pecoraro |   |
|       | DEF   | Mario Caneo           |   |
|       | DEF   | Mario Varas           |   |
|       | MED   | Guido Coppa           |   |
|       | MED   | Rodolfo Dubó          |   |
|       | MED   | Sergio Messen         | ' |
|       | DEL   | Alberto Hidalgo       |   |
|       | DEL   | Oscar Fabbiani        |   |
|       | DEL   | Leonardo Zamora       | ' |
| D. T. | D. T. | Gustavo Cortés        |   |

|  | DEL | Jorge Socías | ' |
|  | MED | Juan Koscina | ' |

|  | DEL | Fernando Cavalleri | ' |
|  | DEL | Jorge Zelada       | ' |

| 6' · 48' | Jorge Ghiso Jorge Socías | 1:0 2:2 |

| 18' · 43' | Leonardo Zamora Sergio Messen | 1:1 1:2 |

| ' | Hugo Carballo |

| ' | Carlos Araneda |

| Principal | Sergio Vásquez |

## Ganador
| Universidad de Chile                    |
| Ganador Universidad de Chile            |
| Clasificado a la Copa Libertadores 1977 |